# Sofianivka, Manevîci
Sofianivka (în ucraineană Софіянівка) este un sat în comuna Cerevaha din raionul Manevîci, regiunea Volînia, Ucraina.

## Demografie
Componența lingvistică a localității Sofianivka
     Ucraineană (100%)
Conform recensământului din 2001, toată populația localității Sofianivka era vorbitoare de ucraineană (100%).